# Ali Yağcı
Ali Yağcı (Balıkesir, 1 de enero de 1990) es un actor y modelo turco, conocido por interpretar el papel de Osman Işık en la serie Erkenci Kuş.

## Biografía
Nacido en Balıkesir (Turquía) el 1 de enero de 1990, Ali Yağcı estudió actuación con lecciones impartidas por Deniz Erdem y Eric Morris.
En 2010 apareció en la serie emitida en Kanal D Arka Sokaklar, En 2015 representó los comerciales de Turkcell, Coca-Cola, Nescafé y GQ Man Of The Year de Tanıtım Filmi. En el mismo año interpretó el papel de Ömer en la película Umut Apartmani dirigida por Ümit Cihan Canpolat. En 2016 interpretó el papel de Meriç en la serie emitida en ATV Seviyor Sevmiyor. En el mismo año interpretó el papel de Kerem en la serie emitida en TRT 1 Adını Sen Koy.
En 2017 interpretó el papel de Emre en la serie emitida en Show TV Aşk Laftan Anlamaz. En el mismo año interpretó el papel de Cemil en el cortometraje Ölümlü dirigido por Omer Deniz. De 2017 a 2020 formó parte del elenco de la serie emitida en Fox Kadın. En 2018 y 2020 fue elegido para interpretar el papel de Osman Işık en la serie emitida en Star TV Erkenci Kuş, junto a los actores Demet Özdemir, Can Yaman, Özlem Tokaslan, Cihan Ercan, Öznur Serçeler, Birand Tunca, Berat Yenilmez, Ceren Taşçı y Sibel Şişman.
En 2019 interpretó el papel de Burak Yangel en la serie emitida en Fox Her Yerde Sen. Al año siguiente, en 2020, interpretó el papel de Arda en la serie emitida en Star TV İyi Günde Kötü Günde. En 2022 formó parte del elenco de la serie web beIN CONNECT Fandom, en el papel de Kuzey Güney. Al año siguiente, en 2023, consiguió el papel de Cihangir en la serie emitida en Show TV Güzel Günler.

## Vida privada
Ali Yağcı desde 2020 está casado con Başak Özen.

## Filmografía

### Cine
| Año  | Título         | Personaje | Director            |
| ---- | -------------- | --------- | ------------------- |
| 2015 | Umut Apartmani | Ömer      | Ümit Cihan Canpolat |

### Televisión
| Año       | Título               | Personaje    | Cadeña  | Notas        |
| --------- | -------------------- | ------------ | ------- | ------------ |
| 2010      | Arka Sokaklar        |              | Kanal D | 1 episodio   |
| 2016      | Seviyor Sevmiyor     | Meriç        | ATV     | 4 episodios  |
| 2016      | Adını Sen Koy        | Kerem        | TRT 1   | 4 episodios  |
| 2017      | Aşk Laftan Anlamaz   | Emre         | Show TV | 1 episodio   |
| 2017-2020 | Kadın                |              | Fox     |              |
| 2018-2019 | Erkenci Kuş          | Osman Işık   | Star TV | 37 episodios |
| 2019      | Her Yerde Sen        | Burak Yangel | Fox     | 23 episodios |
| 2020      | İyi Günde Kötü Günde | Arda         | Star TV | 6 episodios  |
| 2023      | Güzel Günler         | Cihangir     | Show TV | 13 episodios |

### Web TV
| Año  | Título | Personaje   | Plataforma   | Notas        |
| ---- | ------ | ----------- | ------------ | ------------ |
| 2022 | Fandom | Kuzey Güney | beIN CONNECT | 13 episodios |

### Cortometrajes
| Año  | Título | Personaje | Director   |
| ---- | ------ | --------- | ---------- |
| 2017 | Ölümlü | Cemil     | Omer Deniz |

## Comerciales
| Año  | Título                           |
| ---- | -------------------------------- |
| 2015 | Türkcell                         |
| 2015 | Coca-Cola                        |
| 2015 | Nescafé                          |
| 2015 | GQ Man Of The Year Tanıtım Filmi |

## Premios y reconocimientos
| Año  | Premio                          | Categoría                        | Trabajo     | Resultado |
| ---- | ------------------------------- | -------------------------------- | ----------- | --------- |
| 2018 | Pantene Golden Butterfly Awards | Mejor actor de comedia romántica | Erkenci Kuş | Nominado  |